# Nima Dervish
Nima Dervish, född 1975 i Iran, är en svensk frilansjournalist, författare och debattör.

## Biografi
Dervish lämnade Iran under Iran–Irak-kriget på 1980-talet och immigrerade till Sverige 1987. Innan han blev skribent arbetade Dervish som art director och grafisk formgivare i reklambranschen.
Återkommande ämnen i Dervishs journalistiska texter är religion, med betoning på islam, musik, kultur, språk, integration, Iran, Mellanöstern och vegetarianism.
Åren 2004–2006 var han krönikör för tidningen Stockholm City men lämnade därefter tidningen för att bli kolumnist på Aftonbladet.
Sedan 2006 är Dervish krönikör för hårdrockstidningen Close-Up Magazine och vikarierade som programledare för radiostationen Bandit Rock. Andra tidningar han skrivit för är Råd & Rön, Accent, Paraplyprojektet, Neo, Lön & Jobb, M-magasin, Kristdemokraten, Hem & hyra, Sans Magasin, Expressen, SvD och DN. Han har även medverkat i nöjespanelen i Sveriges Televisions Gomorron Sverige. I början av 2009 återvände han till Stockholm City. 
År 2009 utkom Dervish med sin debutbok Varför mördar man sin dotter?, om hederskultur och hedersförtryck, skriven tillsammans med Emre Güngör. I boken intervjuas bland annat förövarna i tre av Sveriges mest kända så kallade hedersmord: morden på Fadime Sahindal, Pela Atroshi och Sara Abed Ali.
Dervish lämnade Sverige 2013 på grund av ”debattklimatet i landet”. Incidenten som föranledde beslutet var oviljan inom svensk media att rapportera om hans avslöjande om den homofobiske imamen Hamza Sodagars sverigebesök. Med boken Ordbrand, en samling av krönikor genom åren, satte han punkt för journalistkarriären. Under Islamiska statens expansion i Irak 2014 jobbade Dervish som lärare i Erbil, irakiska Kurdistan. Han har uttryckt stöd för kurdisk självständighet, men är själv inte kurd.
Dervish återvände till Sverige 2015. I kölvattnet av Mehmet Kaplans avgång 2016 kritiserade han SMFR och dess grundare Yasri Khan för hans vägran att skaka hand med kvinnor. Efter terrordådet i Orlando 2016 avslöjade Dervish att den homofobiske imamen Farrokh Sekaleshfar hade besökt Imam Ali-moskén i Järfälla och även att Hamza Sodagar återigen hade bjudits in dit.
Efter en period som krönikör för Det goda samhället och Dagens samhälle säger sig Dervish ha bytt bransch för gott.

## Priser och utmärkelser
- Djurens rätts "Guldråttan" 2007[19]